# Dealu Leului
Dealu Leului – wieś w Rumunii, w okręgu Gorj, w gminie Stejari. W 2011 roku liczyła 14 mieszkańców.